# Outrageous (band)
Outrageous was van 1982 tot 1989 een Nederlandse melodieuze (pret) punkband.

## Geschiedenis
Peters stopte met de Nitwitz en voegde zich bij deze Amsterdamse band. De band behoorde (met de Boegies vanaf 1982) tot de pioniers op het gebied van het spelen van pretpunk. Hun debuutalbum viel vooral in het buitenland in de smaak. Jello Biafra bejubelde de plaat in het fanzine Maximum Rock & Roll.

## Bezetting
- Bardo Befort - basgitaar
- Niall Watson - zang, gitaar
- Eric Peters - zang (Nitwitz)
- Ruud Brouwer - zang, gitaar
- Frank Sloos - drums

## Discografie
- Outrageous (lp) - eigen beheer, 1984
- Fourteen Flaming Farts (lp, album) - eigen beheer, 1985
- Night Life Crawl (12", minialbum) - All Or Nothing Records, 1987